# 萊頓 (麻薩諸塞州)
萊頓（英語：Leyden）是一個位於美國麻薩諸塞州富蘭克林縣的鎮。

## 人口
根據2020年美國人口普查的數據，萊頓的面積為46.70平方千米，當中陸地面積為46.30平方千米，而水域面積為0.40平方千米。當地共有人口734人，而人口密度為每平方千米16人。